# Xylotrechus suzukii
Xylotrechus suzukii är en skalbaggsart som beskrevs av Holzschuh 1984. Xylotrechus suzukii ingår i släktet Xylotrechus och familjen långhorningar.
Artens utbredningsområde är Taiwan. Inga underarter finns listade i Catalogue of Life.